# Kampili

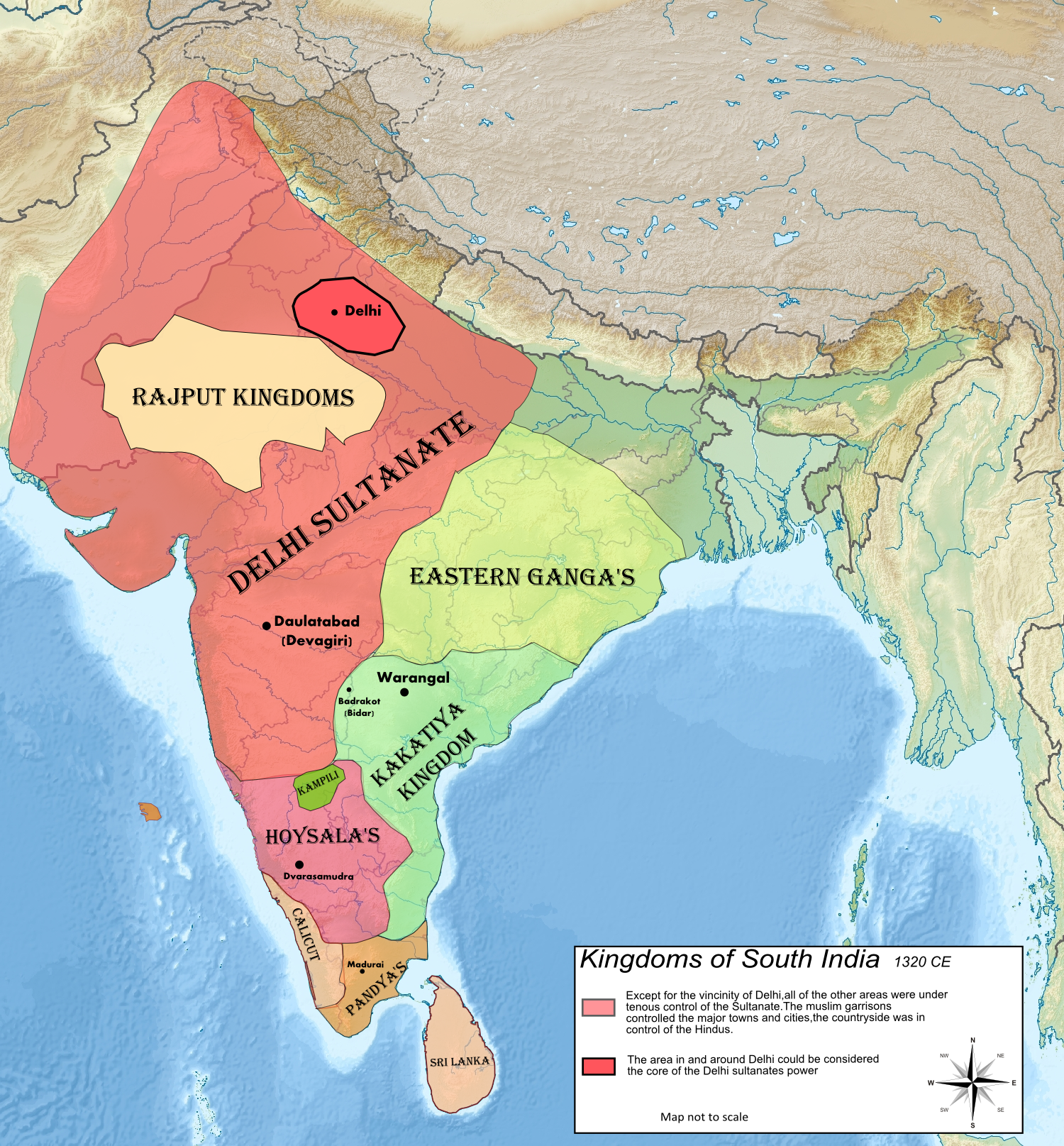
Carte de l'Inde en 1320. Le Kampili est la petite tache verte entre le sultanat de Delhi (rose saumon) au nord et l'empire Hoysala (rose vif) au sud.

Le Kampili est un petit royaume établi en Inde au tournant du XIIIe siècle sur les rives de la rivière Tungabhadrâ, dans l'État actuel du Karnataka. Il n'a duré qu'une trentaine d'années.
Le fondateur du royaume est un officier hoysala, Singeya Nayaka (1280-1300), qui s'est déclaré indépendant et a créé une petite chefferie en 1294. Son fils Kampilideva, qui lui succède en 1300, doit résister aux attaques de l'empire Hoysala et des Seuna Yadavas de Devagiri (en) mais succombe finalement à l'invasion des forces musulmanes du sultan de Delhi Alâ ud-Dîn Khaljî en 1327.
En 1336, la population du royaume se révolte contre le gouverneur tughluq. Le sultan de Delhi relâche alors les deux fils d’un chef local, Harihara et Bukka, en espérant que les choses rentrent dans l’ordre. Ils avaient été emprisonnés lors de la conquête de Kampili en 1327, et d’après les sources persanes et sanskrites, se seraient convertis à l’islam. Harihara rejette la suzeraineté tughluq et crée le royaume de Vijayanagara, d’après le nom du maître védique Vidyaranya, qui était le gourou (maître spirituel) des deux princes. Il fonde ainsi la dynastie de Sangama, du nom de son père, ancien maître de Kampili. Avec l’aide de ses quatre frères, il consolide et agrandit l’Empire, qui durera jusqu'en 1565.